# Драган Мектић
Драган Мектић (Драгаловци код Добоја, ФНРЈ, 24. децембар 1956) српски је политичар и криминалиста. Садашњи је посланик у Представничком дому Парламентарне скупштине и функционер Српске демократске странке (СДС). Бивши је министар безбједности у Савјету министара Босне и Херцеговине.

## Биографија
Драган Мектић је рођен 24. децембра 1956. године у Драгаловцима код Добоја, ФНРЈ. Радио је на руководним пословима у органима унутрашњих послова од 1980, као и у обавјештајној служби. У периоду од 2003. до 2006. био је замјеник министра безбједности у Савјету министара Босне и Херцеговине, а затим дугогодишњи директор Службе за послове са странцима (2006—2015). Дана 31. марта 2015. именован је за министра безбједности испред Српске демократске странке (СДС). На октобарским општим изборима 2018. изабран је за посланика у Представничком дому Парламентарне скупштине.